# 13743 Rivkin
13743 Rivkin eller 1998 SX23 är en asteroid i huvudbältet som upptäcktes den 17 september 1998 av LONEOS vid Anderson Mesa Station. Den är uppkallad efter Andrew S. Rivkin.
Asteroiden har en diameter på ungefär 2 kilometer.